# Nông sản

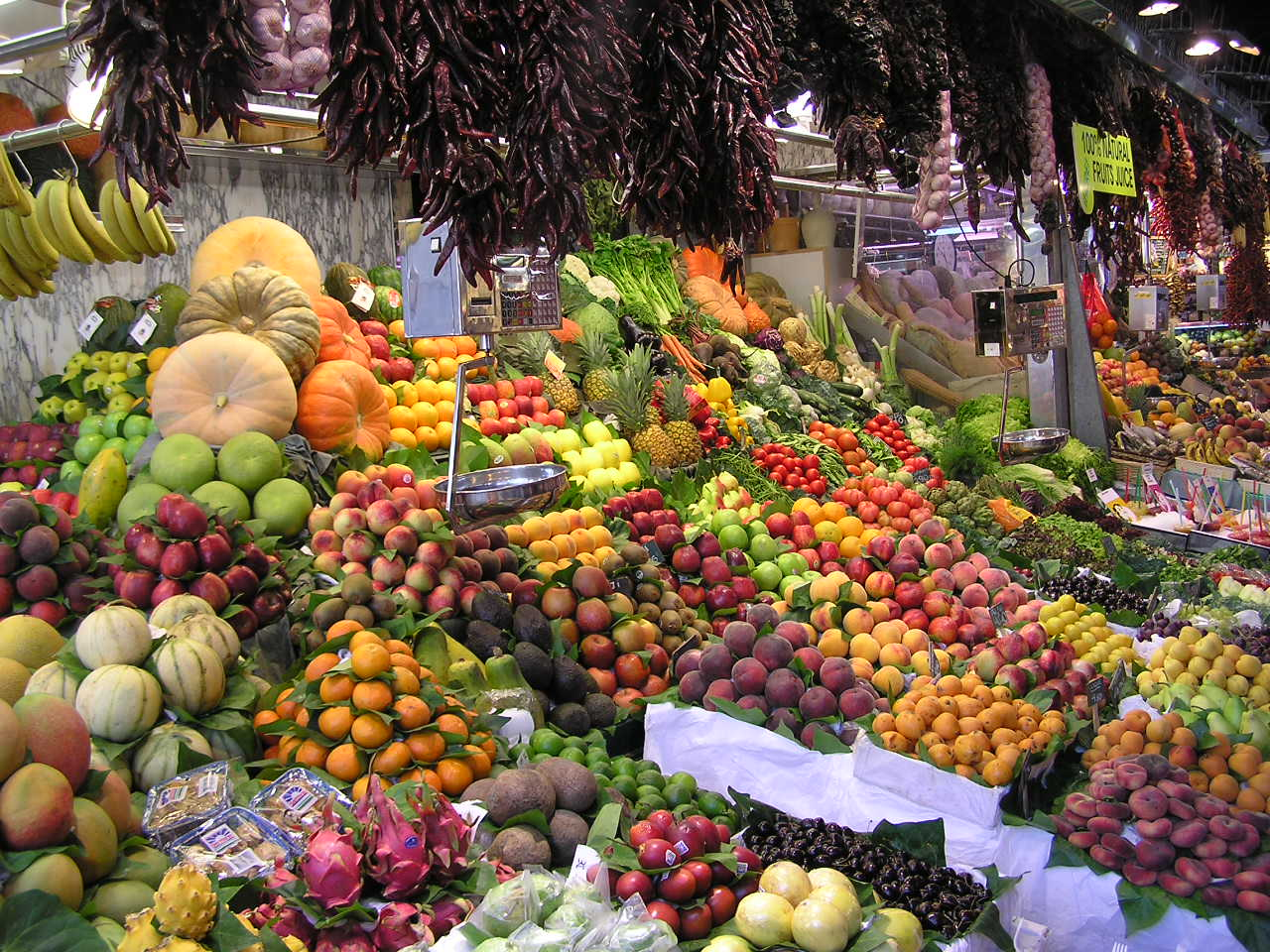
Nông sản được bày bán ở chợ La Boqueria, Barcelona.

Nông sản là những sản phẩm hoặc bán thành phẩm của ngành sản xuất hàng hóa thông qua gây trồng và phát triển của cây trồng. Sản phẩm nông nghiệp bao gồm nhiều nhóm hàng thực phẩm, tơ sợi, nhiên liệu, nguyên vật liệu, dược phẩm và ma túy bất hợp pháp (thuốc lá, cần sa), các sản phẩm độc đáo đặc thù. Ngày nay, nông sản còn hàm nghĩa những sản phẩm từ hoạt động làm vườn và thực tế nông sản thường được hiểu là những sản phẩm hàng hóa được làm ra từ tư liệu sản xuất là đất.
Nông sản hàng hoá là Nông sản hàng hóa (cash crops) là khái niệm dùng để chỉ các loại nông sản mà người nông dân sản xuất ra với mục đích bán ra thị trường. Ngược với nông sản hàng hóa là nông sản phục vụ cho mục đích tự sản, tự tiêu.
Hàng nông sản bao gồm một phạm vi khá rộng các loại hàng hoá có nguồn gốc từ hoạt động nông nghiệp như:
-Các sản phẩm nông nghiệp cơ bản:lúa gạo, lúa mì, bột mì, sữa, động vật tươi sống (trừ cá và các sản phẩm từ cá), cà phê, hồ tiêu, hạt điều, chè, rau quả tươi,….)
-Các sản phẩm phái sinh: bánh mì, bơ, dầu ăn, thịt,…..
-Các sản phẩm được chế biến từ sản phẩm nông nghiệp: bánh kẹo, sản phẩm từ sữa, xúc xích, nước ngọt, rượu, bia, thuốc lá, bông xơ, da động vật thô, DDSG và nhiều sản phầm khác.....
Trong thực tiễn thương mại thế giới, nông sản được chia làm hai nhóm, gồm nông sản nhiệt đới và nhóm còn lại.
Cho đến nay, chưa có định nghĩa thống nhất thế nào là nông sản nhiệt đới nhưng những loại đồ uống (như chè, cà phê, ca cao), bông và nhóm có sợi khác như đay, lanh, những loại quả (như chuối, xoài, ổi và một số nông sản khác) được xếp vào nhóm nông sản nhiệt đới. Trên thực tế, nhóm nông sản nhiệt đới được sản xuất chủ yếu bởi các nước đang phát triển.
Một số loại nông sản nổi tiếng : lúa gạo, vải, cà phê,...